# Mercer Cook
Will Mercer Cook (* 30. März 1903 in Washington, D.C.; † 4. Oktober 1987 ebenda) war ein US-amerikanischer Romanist, Übersetzer und Diplomat.

## Leben
Mercer Cook stammte aus einer alten Familie aus Washington, D.C. Seine Eltern war die Sängerin Abbie Mitchell und der Komponist Will Marion Cook. Sein Großvater war Sekretär des Generals Oliver Otis Howard, des Gründers der Howard University. Mercer Cook ging in Washington, D.C. zur Schule und besuchte danach das Amherst College, an dem er 1925 den Bachelor-Abschluss in französischer Sprache und Literatur machte. Mit einem Stipendium konnte er das Studienjahr 1925/1926 an der Sorbonne in Paris verbringen. Dort bewegte er sich in der Négritude nahestehenden intellektuellen Kreisen aus afrikanischen und afrokaribischen Studierenden. So wurde er etwa bekannt mit Alioune Diop, Birago Diop, Léopold Sédar Senghor und Ousmane Socé Diop aus Afrika sowie mit Léon-Gontran Damas, René Maran und Gaston Monnerville von den Antillen. In Paris erwarb er ein Lehrer-Diplom.
Zurück in den Vereinigten Staaten, wurde Cook für ein Jahr Assistant Professor an der Howard University. Er machte an der Brown University in französischer Sprache und Literatur 1931 seinen Master-Abschluss und 1936 sein Doktorat. 1929 heiratete er die Sozialarbeiterin Vashti Smith. Aus der Ehe gingen zwei Söhne hervor. Cook übernahm 1936 die Leitung des Departments für Französisch an der Atlanta University, wo er bis 1943 unterrichtete. Während dieser Jahre ermöglichte ihm ein Rosenwald-Stipendium Forschungsaufenthalte auf den französischen Antillen und in Paris. Im Jahr 1943 wirkte er als Professor an der Universität von Haiti. Noch im selben Jahr nahm er eine ständige Professur für romanische Sprachen an der Howard University an. Er verfasste ein Handbuch für haitianische Englisch-Lehrer und weitere Schriften über Haiti. Außerdem übersetzte er die Werke bekannter französischsprachiger Autoren aus Afrika ins Englische.
Ab den späten 1950er Jahren engagierte sich Mercer Cook zunehmend politisch, etwa in der American Society of African Culture und im Congress for Cultural Freedom. 1961 begann er als Botschafter der Vereinigten Staaten in Niger seine diplomatische Laufbahn. 1964 wechselte er als Botschafter nach Senegal. Ab 1965 war er zusätzlich als Botschafter in Gambia akkreditiert, wobei er seinen Amtssitz in der senegalesischen Hauptstadt Dakar beibehielt. In der gambischen Hauptstadt Banjul wurde während seiner Amtszeit eine eigene Botschaft eröffnet, die mit einem Chargé d’Affaires ad interim besetzt wurde. 1966 beendete Cook seine Tätigkeit als Botschafter. Er kehrte als Leiter des Departments für romanische Sprachen an die Howard University zurück. Zudem wirkte er als Gastprofessor in Harvard. Zu seinen wichtigsten späten Veröffentlichungen gehört die Anthologie The militant black writer in Africa and the United States (1969).
1970 ging Cook in den Ruhestand, publizierte jedoch weiterhin Bücher und Artikel. Er starb 1987 an einer Lungenentzündung.

## Eigene Schriften
- Jean-Jacques Ampère and Sainte-Beuve: the study of an influence. Thesis. Brown University, Providence 1931.
- French travellers in the United States, 1840–1870. Dissertation. Brown University, Providence 1936.
- Five French Negro authors. The Associated Publishers, Washington, D.C. 1943.
- The Haitian-American Anthology. Haitian readings from American authors. Imprimerie de l’état, Port-au-Prince 1944.
- Handbook for Haitian teachers of English. Editions Henri Deschamps, Port-au-Prince 1945.
- Education in Haiti. United States Government Printing Office, Washington, D.C. 1948.
- An introduction to Haiti. Pan American Union, Washington, D.C. 1951.
- Mountains and manuscripts. A U.S. writer reviews Haitian literature. Pan American Union, Washington, D.C. 1951.
- Chicago’s Haitian ancester. Pan American Union, Washington, D.C. 1952.
- The militant black writer in Africa and the United States. Mit Stephen Henderson. University of Wisconsin Press, Madison 1969, ISBN 0-299-05391-1.

## Übersetzungen
- Mamadou Dia: The African nations and world solidarity. Übersetzt von Mercer Cook. Frederick A. Praeger, New York 1961.
- Léopold Sédar Senghor: Nationhood and the African road to socialism. Übersetzt von Mercer Cook. Présence Africaine, Paris 1962.
- Léopold Sédar Senghor: On African Socialism. Übersetzt von Mercer Cook. Praeger, New York 1964.
- Léopold Sédar Senghor: The foundations of africanité or Négritude and arabité. Übersetzt von Mercer Cook. Présence Africaine, Paris 1971.
- Cheikh Anta Diop: The African origin of civilization. Myth or reality. Übersetzt von Mercer Cook. Lawrence Hill, Westport 1974.
- Jacques Roumain: Masters of the dew. Übersetzt von Langston Hughes und Mercer Cook. Heinemann, London 1978, ISBN 0-435-98745-3.
- Djibi Thiam: My sister, the panther. Übersetzt von Mercer Cook. Dodd, Mead, New York 1980.